# Mathias Leenders
Mathias Peter Hubert Leenders  né le 31 mai 1883 à Tegelen dans le Limbourg, à la frontière allemande, et mort au même endroit le 29 mars 1958, est un rosiériste néerlandais.

## Biographie
Mathias Leenders commence a faire de l'hybridation en 1904 à l'âge de 21 ans, après avoir été apprenti chez Peter Lambert à Trèves. Il ouvre sa propre pépinière en 1908 aidé de son père sous le nom de M. Leenders & Co. Il se fait connaître par son obtention 'Jonkheer J. L. Mock' (1909), de couleur rose. Parmi ses grands succès, l'on peut citer le rosier floribunda 'Mevrouw Nathalie Nypels' (1919), grand succès international; 'Comtesse Vandal' (1930), hybride de thé de couleur rose cuivré; 'Étoile de Hollande Climbing' (1931), grand classique hybride de thé de couleur rouge en version rosier-liane; 'Permanent Wave' (1932), floribunda rouge; 'Rosamunde' (1941) de couleur rose; 'Dorus Rijkers' (1942), rosier polyantha rose; 'Gruss an Aachen White (1942); 'Tawny Gold' (1951), hybride de thé de couleur jaune. Par contre d'autres variétés de Leenders ont été oubliées, comme 'Annette Gravereaux' (1929) ou 'Vanessa' (1946).

## Illustrations

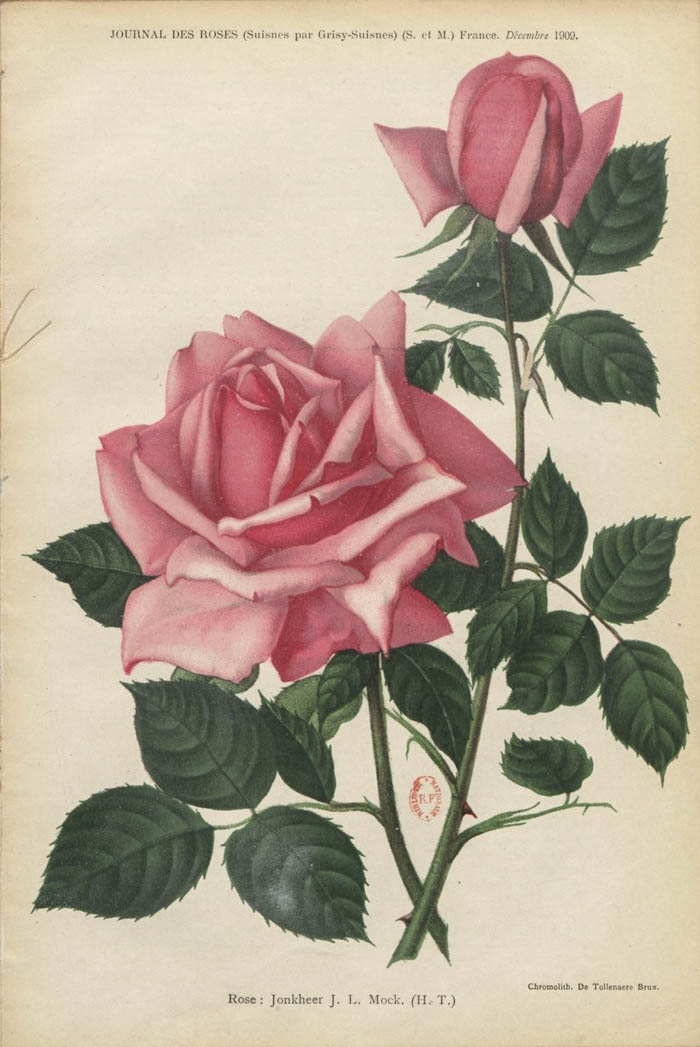
'Jonkheer J. L. Mock' (1909)
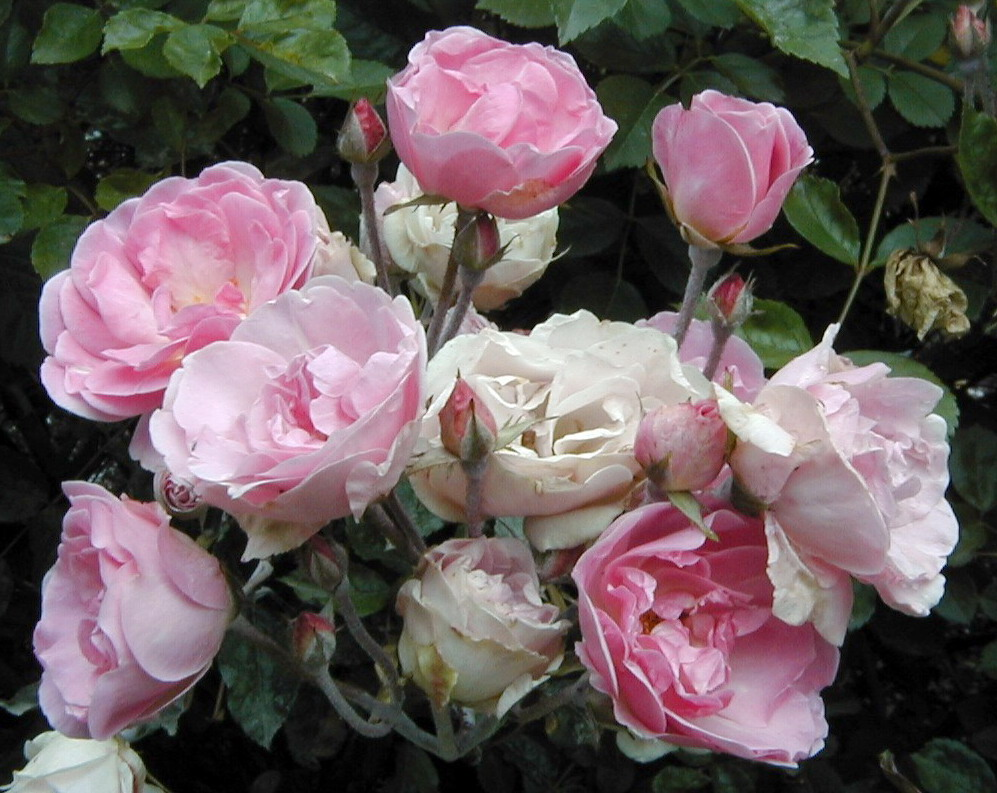
'Mevrouw Nathalie Nypels' (1919)
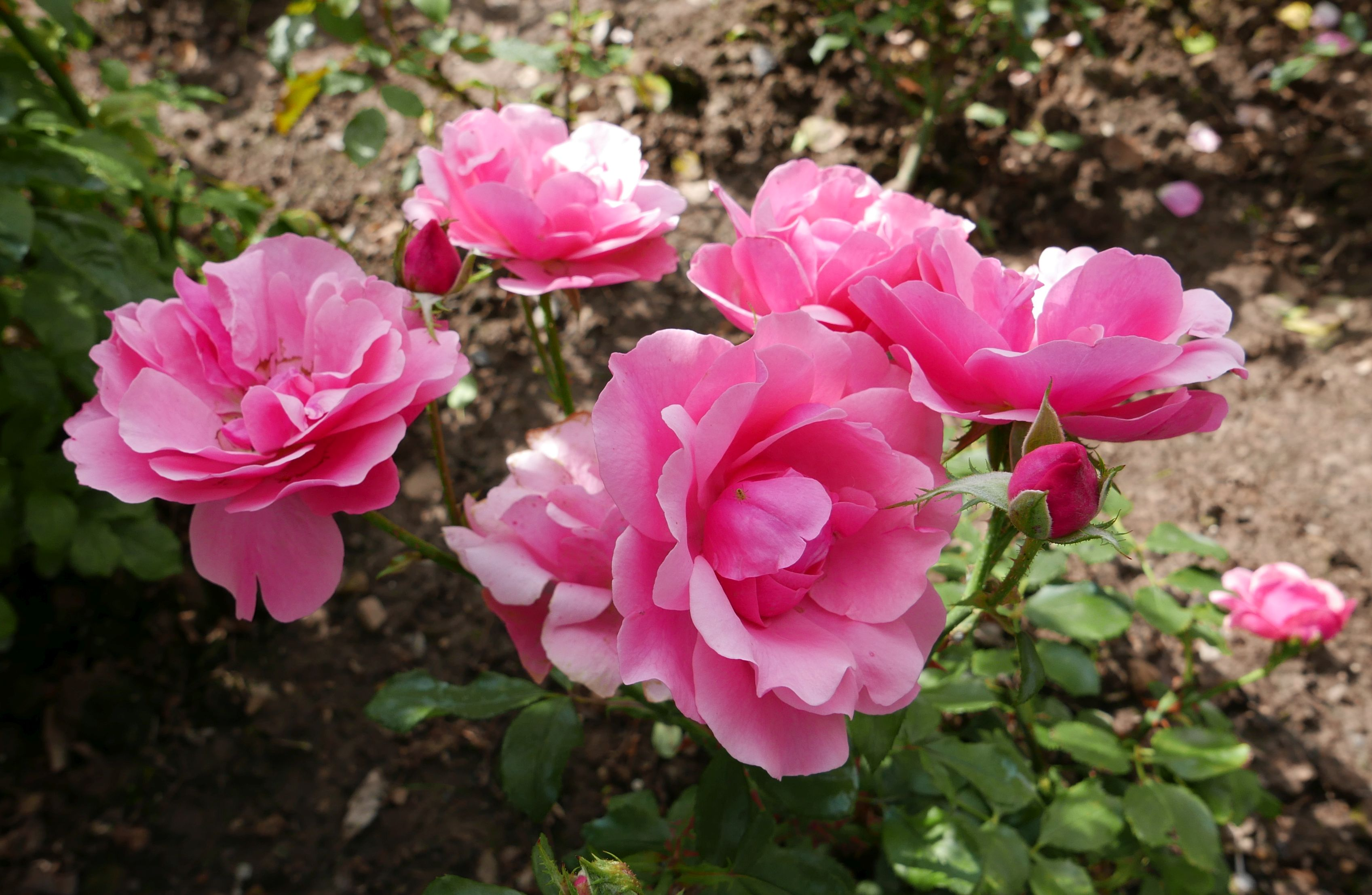
'Rosamunde' (1941)